# Mack 10
David Rolison o D'Mon Rolison, más conocido como Mack 10, es un cantante de gangsta rap y actor de origen afroestadounidense y descendiente de padres mexicanos, nacido en Inglewood, California, el 9 de agosto de 1971. Es el exmiembro del trío Westside Connection, junto a Ice Cube y WC. A la edad de 24 lanzó su álbum debut, apodado del mismo nombre que él. Hasta la fecha se ha convertido en un personaje conocido en el mundo de la música y el cine. Aparte ha colaborado en numerosos temas de conocidos raperos como Ice Cube, Warren G, o Snoop Dogg. En 2005 publicó su último álbum hasta la fecha, Hustla's Handbook, junto con el conocido sencillo "Like This", con Nate Dogg
Mack 10 se casó con Tionne Watkins ("T-Boz" de TLC) en 2000 y tienen una hija, Chase Rolison, nacida ese mismo año. Es amigo íntimo de Snoop Dogg.

## Discografía
- 1995: Mack 10 - #33
- 1997: Based On A True Story - #14
- 1998: The Recipe - #15
- 1999: Mack 10 Presents The Hoo Bangin' Mix Tape Vol. 1 - #Priority
- 2000: The Paper Route - #19
- 2001: Bang Or Ball - #48
- 2002: Mack 10 Presents Da Hood - #Priority
- 2003: Ghetto, Gutter and Gangster - #105
- 2005: Hustla's Handbook - #65

## Sencillos
| Año  | Canción                     | Posiciones en lista | Posiciones en lista | Álbum                              |
| Año  | Canción                     | Billboard Hot 100   | Hot Rap Singles     | Álbum                              |
| ---- | --------------------------- | ------------------- | ------------------- | ---------------------------------- |
| 1995 | Foe Life                    | #71                 | #6                  | Mack 10                            |
| 1995 | On Them Thangs              | #74                 | -                   | Mack 10                            |
| 1995 | Mack 10's The Name          | -                   | -                   | Mack 10                            |
| 1997 | Backyard Boogie             | #37                 | #5                  | Basad On A True Story              |
| 1997 | Game / Soldier Funk         | -                   | -                   | Game / Soldier Funk [Vinyl Single] |
| 1998 | Money's Just A Touch Away   | #54                 | #5                  | The Recipe                         |
| 2000 | Tight To Def                | -                   | -                   | The Paper Route                    |
| 2000 | From Tha Streetz            | -                   | #78                 | The Paper Route                    |
| 2001 | Do Tha Damn Thing           | -                   | -                   | Bang Or Ball                       |
| 2001 | Hate In Yo Eyes             | -                   | #98                 | Bang Or Ball                       |
| 2002 | Connected For Life          | -                   | -                   | Bang Or Ball                       |
| 2003 | Lights Out                  | -                   | #61                 | Guetto, Gutter and Gangster        |
| 2005 | Like This (Feat. Nate Dogg) | #15                 | #4                  | Hustla's Handbook                  |

## Filmografía
- Crenshaw Blvd. (2006)
- Apocalypse and the Beauty Queen (2005)
- Halloween House Party (2005)
- Cutthroat Alley (2003)
- Random Acts of Violence (2002)
- Thicker Than Water (1999)
- I'm Bout It (1997)